# Bọ hung năm sừng
Bọ hung năm sừng, tên khoa học Eupatorus gracilicornis, là một loài bọ cánh cứng có bốn sừng lớn ở đốt ngực trước và một sừng rất dài trên đầu.

## Phân bố
Phạm vi phân bố của bọ hung năm sừng là Đông Nam Á, tại Việt Nam theo sách đỏ 2007, chỉ còn 2000 cá thể còn sinh tồn, sống chủ yếu ở khu vực vườn quốc gia Tam Đảo. Màu của nó màu đen huyền sáng bóng trong khi cánh cứng và cánh màng có màu vàng. Cơ thể được bao phủ bởi một bộ xương ngoài dày và một đôi cánh cứng dày với cánh màng bên dưới, cho phép con bọ bay, mặc dù không phải rất hiệu quả, do kích thước lớn của nó.

## Mô tả
Mùa bay thường là vào tháng Chín, khi hầu hết các con đực thường xuất hiện để chờ giao phối. Chiều dài của nó là 50–95 mm. Khi là ấu trùng, nó ăn gỗ mục. Chế độ ăn uống dành cho con trưởng thành bao gồm mật hoa, nhựa cây và hoa quả. Nó được mô tả đầu tiên bởi nhà côn trùng học Anh Gilbert John Arrow vào năm 1908.